# Mubarak Xah
Mubarak Xah (persa: مبارک شاه) fou kan del Kanat de Txagatai (1252-1260, març-setembre de 1266), fill de Kara Hülëgü i Orghana Khatun.
A la mort del seu pare el 1252, Mubarak Xah, que era menor d'edat, el va succeir i el gran kan va acceptar a la seva mare Orghana com a regent. El 1260, durant la guerra Civil Toluida, el pretendent a gran kan Arig Boke va nomenar al txagataïda Alghu, net de Txagatai Khan, per ocupar el seu lloc i el 1261 Alghu controlava la major part del kanat. Orghana va fugir a Mongòlia amb el seu fill. Quan Alghu es va revoltar contra Ariq Böke el 1262, Orghana li va donar suport. A la mort d'Alghu el març de 1266, Orghana va entronitzar altre cop al seu fill Mubarak Shah, ara ja major d'edat, com a kan de l'ulus, però sense permís del gran kan Kubilai Khan (que dos anys després va derrotar a Ariq Böke). Mubarak Shah fou el primer txagataïda que es va convertir a l'islam.
Kubilai Khan, això no obstant, va enviar a Barak Khan, un altre txagataïda, besnet de Txagatai Khan. Barak va obtenir la lleialtat dels caps mongols de l'exèrcit de Mubarak Xah, que es van girar contra ell, i fou enderrocat sent enviat a l'exili al setembre de 1266.
Més tard Mubarak Xah va donar suport a Kaidu Khan contra Barak Khan (1271), però aviat va haver de retirar-se a territori d'un enemic de Kaidu Khan, el Il-kan Abaqa, el qual el va nomenar cap dels Qaraunes. Va morir mentre devastava les regions del sud-est de Pèrsia el 1276.